# Тахо (река)
Вижте пояснителната страница за други значения на Тахо.
Тахо (от гръцки Тахо – скала, на испански: Tajo; на португалски: Tejo, Тежу) е най-дългата река на Пиренейския полуостров, протичаща през Централна и Западна Испания (автономни области Арагон, Кастилия и Леон, Кастилия-Ла Манча, Мадрид и Естремадура) и Централна Португалия (окръзи Кащелу Бранку, Сантарем и Лисабон), вливаща се в Атлантическия океан. Дължина 1007 km, от които в Испания 816 km, по границата между Испания и Португалия – 47 km, в Португалия – 145 km. Площ на водосборния басейн 80 600 km².

## Географска характеристика

### Извор, течение, устие
Река Тахо води началото си на 1575 m н.в., от хребета Униресалес, в планината Серания де Куенка, в крайната западна част на провинция Теруел, автономна област Арагон. В горното си течение има северозападна, а след това югозападна посока, в средното и долното течение – западно направление, а в най-долното течение – югозападна посока. С изключение на най-долното си течение тече предимно в тясна и дълбока долина, с редуващи се долинни и котловинни разширения, като пресича по цялата дължина от изток на запад обширното Новокастилско плато. В тези участъци скоростта на течението е бързо, а коритото е изпъстрено с множество бързеи и прагове. След испанския град Алкантара на протежение от 47 km служи за граница между Испания и Португалия, а след устието на левия си приток Север изцяло навлиза на португалска територия под името Тежу. При град Алвега излиза от планинските райони и тече на югозапад през Португалската низина в много широка и плитка долина, като коритото ѝ навсякъде е обезопасено с водозащитни диги. Влива се в Атлантическия океан чрез естуар, дълъг над 45 km при португалската столица Лисабон.

### Водосборен басейн, притоци
Водосборният басейн на Тахо обхваща площ от 80 600 km², като басейнът му е тесен, притиснат от планината Централна Кордилиера на север и Толедските планини на юг, а речната му мрежа е по-добре развита отдясно и по-слабо отляво. На северозапад, север и юг водосборният басейн на Тахо граничи с водосборните басейни на реките Мондегу, Дуеро, Гуадиана, Саду и други по-малки, вливащи се в Атлантическия океан, а на североизток и изток – с водосборните басейни на реките Ебро, Турия и Хукар (от басейна на Средиземно море).
Основни притоци:
- леви – Гуадиела (115 km), Алгодор (102 km, 1250 km²), Алмонте (97 km, 3070 km²), Салор (120 km), Север (63 km, 326 km²), Сорая (155 km, 7730 km²);
- десни – Гальо (90 km), Хорама (190 km, 11 597 km²), Гуадарама (132 km, 1708 km²), Алберче (177 km, 4108 km²), Тиетар (150 km, 4459 km²), Алагон (205 km, 5043 km²), Риу торту (Иржиш), Понсул (51 km), Окреза (64 km, 1422 km²), Зезери (242 km, 5043 km²)[2].

### Хидроложки показатели
Река Тахо има предимно дъждовно подхранване и ясно изразено пълноводие от ноември до март и лятно маловодие. Среден годишен отток в долното течение при испанския град Алкантара 438 m³/sec.

## Стопанско значение, селища
Река Тахо има важно хидроенергийно, транспортно и иригационно значение. По течението ѝ и по някои от десните ѝ притоци са изградени няколко големи язовира – „Ентрепеняс“, „Валдеканияс де Тахо“, „Алкантара“ и др. в Испания, като в основите на преградните им стени действат мощни ВЕЦ-ове. По време на прилив морски съдове навлизат нагоре по течението ѝ до португалския град Сантарем, а до град Абрантиш е плавателна за плиткогазещи речни съдове. В средното и долното течение голяма част от водите ѝ се отклоняват за напояване.
Долината на Тахо е гъсто заселена, като най-големите селища са: Аранхуес, Толедо, Талавера де ла Рейна в Испания и Сантарем и Лисабон в Португалия.